# Jussi Veikkanen
Jussi Veikkanen (* 29. März 1981 in Riihimäki) ist ein ehemaliger finnischer Radrennfahrer.

## Werdegang
In seinen jungen Jahren fuhr Veikkanen noch Cyclocross (frühere Bezeichnung Querfeldeinrennen) und wurde in dieser Sportart 1998 und 1999 finnischer Junioren-Meister. Als er 2003 im Team Mälarenergi fuhr, wurde er Finnischer Meister auf der Straße in der Elite-Klasse. Daraufhin kam er zu den Espoirs (U23) des VC Roubaix nach Frankreich.
Nach einem Jahr, in dem Veikkanen gute Leistungen zeigte und den Grand Prix Marbriers gewann, wechselte er zum UCI ProTeam Française des Jeux. Mit dem Porvoon ajot gewann er 2004 das älteste finnische Eintagesrennen.
2005 wiederholte er den Gewinn des Meistertitels in Finnland. Zu Beginn der Saison 2006 gewann er das gabunische Rennen La Tropicale Amissa Bongo Ondimba. Am 2. Juli 2006 wurde er in Rovaniemi erneut Finnischer Meister. Am 23. August gewann er die zweite Etappe der Tour du Poitou-Charentes.
Am 4. September 2008 siegte er auf der sechsten Etappe der Deutschland Tour über 189 km von Bad Fredeburg nach Neuss.
Bei der Tour de France 2009 trug Veikkanen von der dritten bis einschließlich der sechsten Etappe das Gepunktete Trikot. 2010 gewann Veikkanen eine Etappe Tour Méditerranéen. Dazu siegte er im gleichen Jahr noch bei den finnischen Meisterschaften im Straßenrennen.
2011 wechselte er zum belgischen Team Omega Pharma-Lotto. Diese Mannschaft verließ er allerdings wieder zum Saisonende. Er ging wieder zurück zu FDJ. In den Jahren 2013 und 2014 wurde er ebenfalls wieder finnischer Meister im Straßenrennen.
Ende 2015 erklärt Veikkanen seinen Rücktritt vom Leistungsradsport. Er übernahm den Posten des Sportlichen Leiters bei FDJ.

## Erfolge
2003
- Finnischer Meister – Straßenrennen

2005
- Finnischer Meister – Straßenrennen

2006
- Gesamtwertung La Tropicale Amissa Bongo
- Finnischer Meister – Straßenrennen
- eine Etappe Tour du Poitou-Charentes

2008
- eine Etappe Route du Sud
- Finnischer Meister – Straßenrennen
- eine Etappe Deutschlandtour

2010
- eine Etappe Tour Méditerranéen
- Finnischer Meister – Straßenrennen

2013
- Finnischer Meister – Straßenrennen

2014
- Finnischer Meister – Straßenrennen

## Teams
- 2005 Française des Jeux
- 2006 Française des Jeux
- 2007 Française des Jeux
- 2008 Française des Jeux
- 2009 Française des Jeux
- 2010 Française des Jeux
- 2011 Omega Pharma-Lotto
- 2012 FDJ-Big Mat
- 2013 FDJ.fr
- 2014 FDJ.fr
- 2015 FDJ